# 开心家族 (2010年电影)
《開心鬼上身》（韓語：헬로우 고스트）是一部2010年12月22日在韩国上映的喜剧片。

## 剧情
尚万是一个无亲无靠的青年，被公司裁员后，自杀不成，还被「好色爷爷」、「烟鬼大叔」、「吃货小鬼」、「爱哭大婶」四个亡灵附体，化身四位「开心鬼」，尚万辗转于五个人之间，出尽洋相笑料百出。

## 主题
该片导演金英卓说，该片诠释一个生活真谛：“当我们心生绝望，孤单无助的时候，其实关心我们的人，一直都在。现实中的失意或打击会让人灰心沮丧意志消沉，人们要相信，在自己孤独的背后，那些爱着我们的人，他们一直都站在我们看不到的地方，希望《开心家族》能够给观众们带来轻松的笑声和温暖的希望，还有坚强生活信念的力量。”

## 演出
| 姓名   | 角色     |
| ------ | -------- |
| 车太鉉 | 相滿     |
| 李文秀 | 好色爷爷 |
| 高昌錫 | 烟鬼大叔 |
| 張英南 | 爱哭大婶 |
| 千宝根 | 吃货小鬼 |
| 姜藝媛 | 鄭妍秀   |
| 具承賢 | 童年相滿 |
| 李漢偉 |          |
| 安吉強 |          |
| 吳娜美 |          |
| 羅美蘭 |          |